# Adriana Fuentes Téllez
Adriana Fuentes Téllez (Ciudad Juárez, Chihuahua, 5 de marzo de 1964) es una política y empresaria mexicana. Fue diputada de la LXV Legislatura representando al Distrito 10 de Juárez y diputada federal de la LXII Legislatura representando al Distrito 1 de Chihuahua.

## Biografía

### Vida personal y estudios
Fuentes Téllez nació el 5 de marzo de 1964. Es miembro de una de las principales familias empresariales de Ciudad Juárez, hija de Valentín Fuentes y Elma Aída Téllez. Inició su carrera profesional en las empresas familiares integradas en Grupo Imperial, fundado por su abuelo Valentín Fuentes. Su hermana Angélica Fuentes Téllez es conocida como empresaria del ramo del gas y por haber sido directiva de Grupo Omnilife, propiedad de su exesposo Jorge Vergara; y su hermano Octavio Fuentes Téllez es directivo de Grupo Imperial y se desempeñó como diputado federal. Ha sido accionista del Grupo Imperial de Maderas y Molduras Paquime S.A. y consejera de la Fundación Clara Varela.
Es licenciada en Administración y Mercadotecnia egresa de la Universidad Autónoma de Ciudad Juárez, y concluyó la maestría en Gobierno y Políticas Públicas en el Instituto Ortega Vasconcelos.

### Carrera política
Inició su actividad política como secretaria de Gestión Social del comité municipal del PRI en Casas Grandes, Chihuahua y miembro de la Confederación Nacional Campesina. En 2009 fue candidata a diputada federal suplente y de 2011 a 2013 fue secretaria General del comité estatal del PRI en Chihuahua.
En 2012 fue postulada y electa diputada federal en representación del Distrito 1 de Chihuahua a la LXII Legislatura. En la Cámara de Diputados ofició como secretaria de las comisiones de Educación Pública y Servicios Educativos y de Ganadería, además de integrante de las de Competitividad, de la Industria Automotriz y del Acero y de Comunicaciones.
En 2015 ocupó además el cargo de Coordinadora de Vinculación Empresarial y de Emprendimiento del comité nacional del PRI. El 5 de junio de 2016 fue elegida diputada local por el Distrito X con cabecera en Ciudad Juárez para la LXV Legislatura del Congreso del Estado de Chihuahua. Durante su mandato, gestionó recursos del FORTAFIN para la construcción de un gimnasio de sus múltiples en la colinia El Mezquital. Fue además representante del Comité Técnico de Puentes Fronterizos y gestionó a través de este organismo la aprobación de recursos para la pavimentación de calles en Ciudad Juárez. Entre otras labores, promovió acciones para la prevención del cáncer mama en la ciudad y presentó iniciativas para construir el Sistema Estatal de Protección Integral de Niños, Niñas y Adolescentes del Estado de Chihuahua.
Actualmente se desempeña como Secretaria de Vinculación Empresarial del Partido Revolucionario Institucional. En esta organización estuvo a cargo del  Organismo Nacional de Mujeres Priistas (ONMPRI).